# Sant Llorenç de la Muga
Sant Llorenç de la Muga è un comune spagnolo di 185 abitanti situato nella comunità autonoma della Catalogna.